# Mariusz Kukiełka
Mariusz Kukiełka (Tarnobrzeg, 7 november 1976) is een Pools profvoetballer met de positie middenvelder die tegenwoordig speelt voor het Duitse FC Viktoria Köln 1904. Hij speelde voor Polen 20 interlands waarin hij drie maal scoorde. In het seizoen 1997/98 speelde hij acht competitiewedstrijden en twee bekerwedstrijden voor Roda JC zonder te scoren.